# Saint-Germain-des-Prés (Métro Paris)

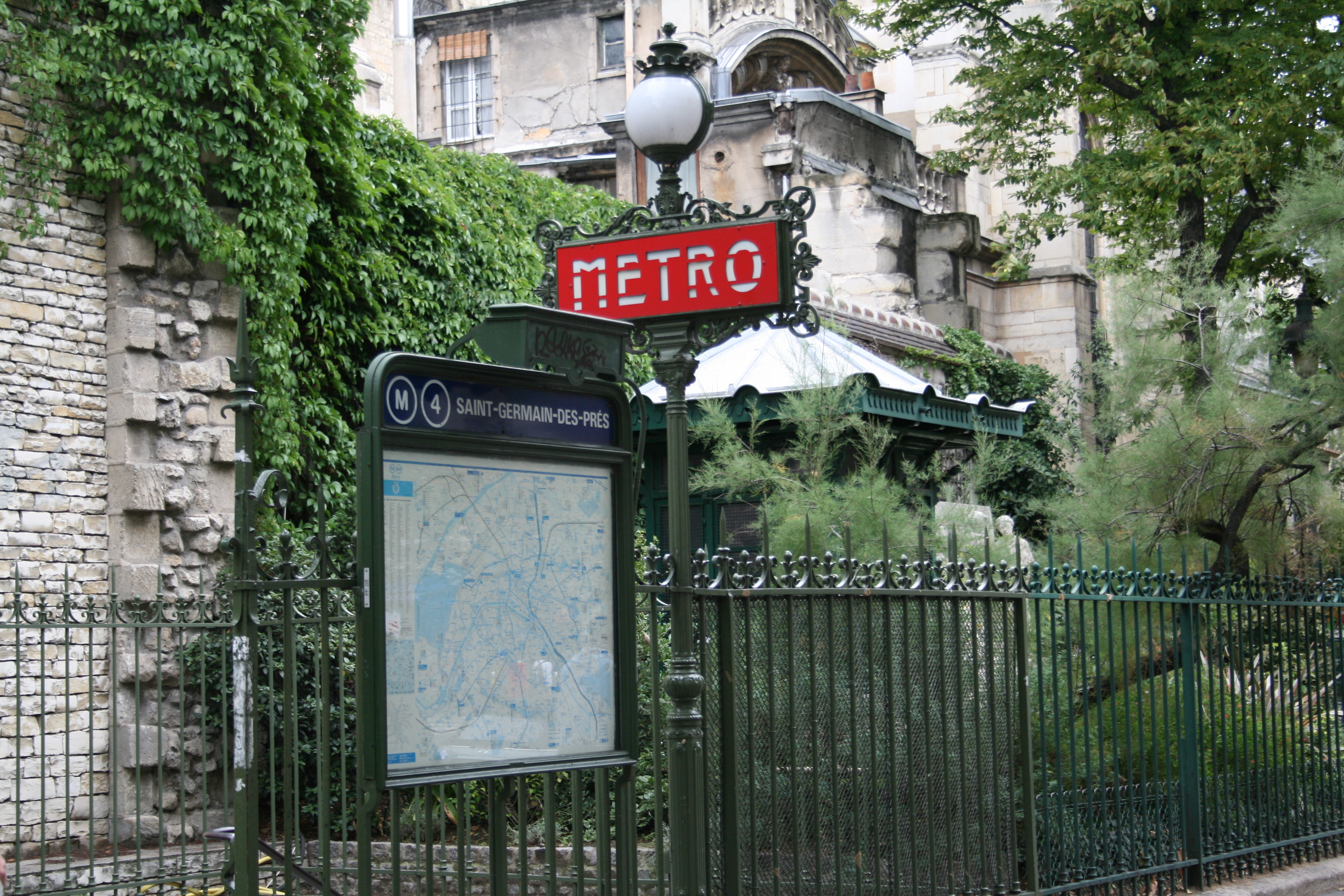
„Val d‘Osne“-Kandelaber an einem der Zugänge

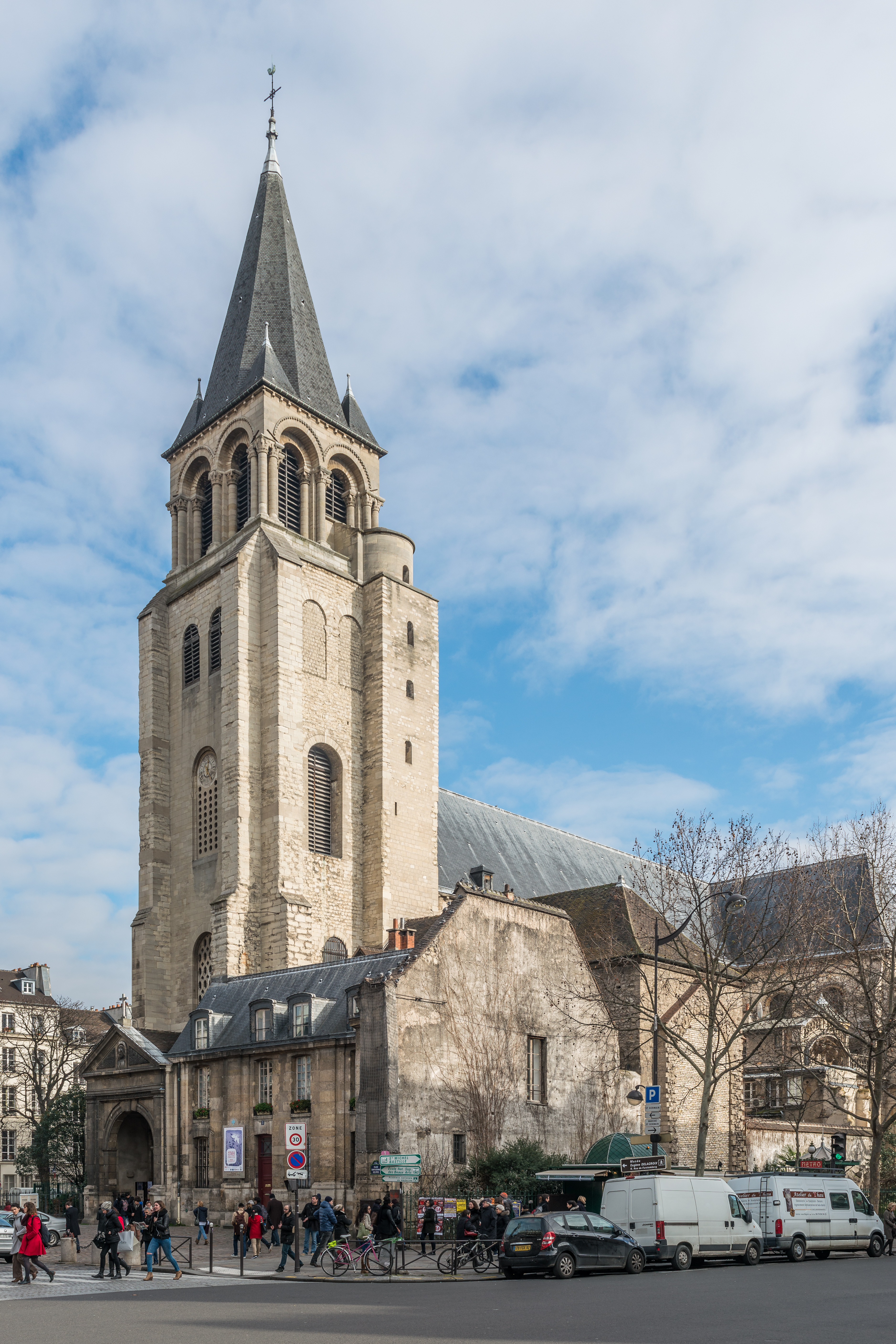
Kirche Saint-Germain-des-Prés

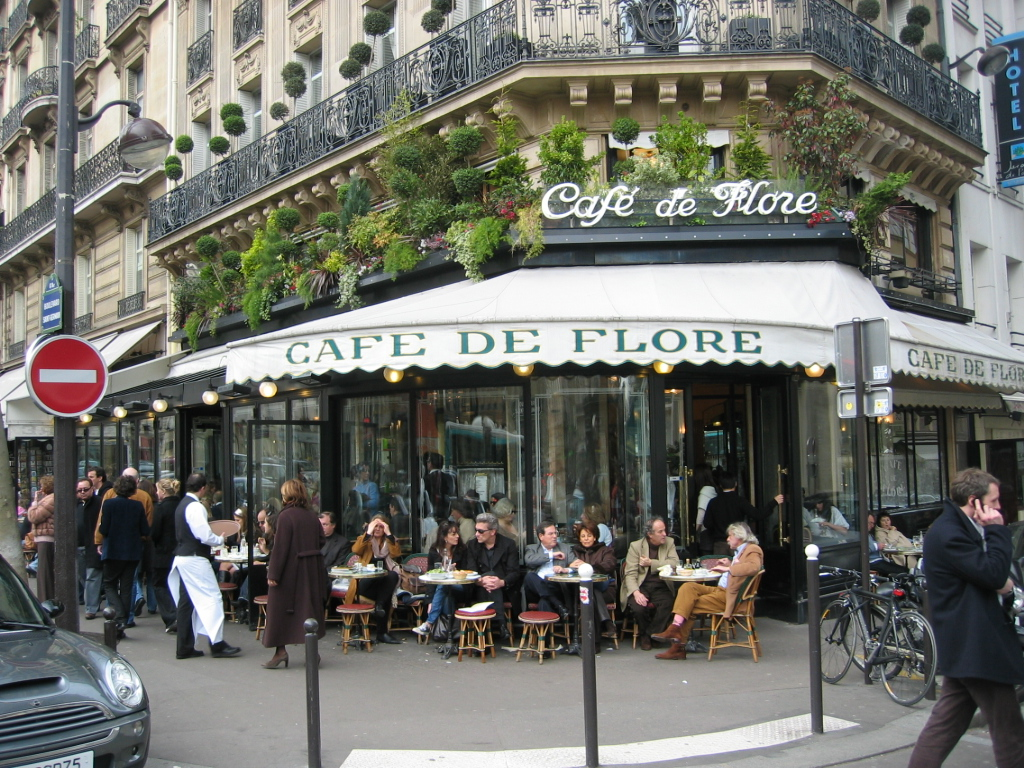
Café de Flore

Der U-Bahnhof Saint-Germain-des-Prés [sɛ̃ ʒɛʁmɛ̃ de pʁe] ist eine unterirdische Station der Linie 4 der Pariser Métro.

## Lage
Die Station befindet sich im Quartier Saint-Germain-des-Prés des 6. Arrondissements von Paris. Sie liegt längs unter dem Boulevard Saint-Germain zwischen der Rue de Rennes und der Rue du Four.

## Name
Namengebend ist die nahe Abteikirche Saint-Germain-des-Prés. Deren Name geht auf den heiligen Germanus (fr: Saint Germain) zurück, der im Jahr 556 vom Frankenkönig Childebert I. zum Bischof von Paris ernannt wurde. 755 wurden seine Reliquien von Pippin dem Kurzen in den Vorgängerbau der heutigen Kirche Saint-Germain-des-Prés gebracht.
Zur Unterscheidung von der 1796 zerstörten Kirche Saint-Germain le Vieux erhielt die Abtei den Namenszusatz „des-Prés“. Er stammt von der ehemals nahen Wiese Pré-aux-Clercs, deren Namensherkunft nicht eindeutig geklärt ist. „Clercs“ kann sich auf Geistliche oder Schreiber, aber auch auf Studenten der ca. 1200 gegründeten Universität von Paris beziehen.

## Geschichte
Die Station wurde am 9. Januar 1910 in Betrieb genommen, als der 3900 m lange Mittelabschnitt der Linie 4 von Raspail bis Châtelet eröffnet wurde. Mit dessen Inbetriebnahme wurden die bis dahin getrennten Süd- und Nordäste der Linie zu einer von Porte de Clignancourt im Norden bis Porte d’Orléans im Süden verkehrenden Linie verbunden.

## Beschreibung
Unter einem elliptischen, weiß gefliesten Deckengewölbe mit gekrümmten Seitenwänden weist die Station Seitenbahnsteige an zwei parallelen Streckengleisen auf. Sie war ursprünglich 75 m lang, Mitte der 1960er Jahre wurde sie auf 90 m verlängert und für den Verkehr mit luftbereiften Zügen umgebaut.
Die zwei Zugänge liegen beiderseits des Boulevard Saint-Germain in Höhe der Kirche Saint-Germain-des-Prés. Sie sind durch Kandelaber des Typs „Val d‘Osne“ markiert.

## Fahrzeuge
Auf der Linie 4 verkehrten bis 1928 5-Wagen-Züge aus zunächst drei zweimotorigen, später zwei viermotorigen Triebwagen und Beiwagen. Sie wurden durch Sprague-Thomson-Züge abgelöst, die in den Jahren 1966/67 sukzessive durch gummibereifte 6-Wagen-Züge der Baureihe MP 59 ersetzt wurden. Seit 2011 ist auf der Linie 4 die Baureihe MP 89 CC im Einsatz. Die Umstellung auf fahrerlose Züge der Baureihen MP 89 CA, MP 05 und MP 14 hat am 12. September 2022 begonnen und soll bis Ende 2023 abgeschlossen sein.

## Umgebung
- Kirche der ehemaligen Abtei Saint-Germain-des-Prés
- Café de Flore
- Café Les Deux Magots